# Anna Maria Buczek
Anna Maria Buczek, née en 1983 à Węgorzewo dans la Voïvodie de Varmie-Mazurie, est une actrice polonaise de cinéma et de théâtre.

## Filmographie
Cinéma
- 2015 : Dziewczyny ze Lwowa - Swietłana
- 2015 : 11 Minutes
- 2010 : Maraton tańca - Madame Danusia
- 2009 : Wojna polsko-ruska - le narrateur
- 2008 : 0 1 0 - Anna, sœur de Piotr
- 2007 : Jutro idziemy do kina - Wiesia
- 2005 : Oda do radości - Beata
- 2003 : Pogoda na jutro
- 2003 : Rozmowa - Justycha

Télévision
- depuis 1997 - Klan
- De 2005 à 2006 : Warto kochać : Joanna

Doublage
- 2005 : Didou - Didou (voix originale Marceau Villand) (série télévisée d'animation)